# Чоловічі портрети
«Чоловічі портрети» — радянський художній фільм 1987 року режисера Валерія Лонського.

## Сюжет
Олексій Юр'єв, вчитель літератури в провінційному місті, колись вибрав цю професію, як служіння людям, під впливом листування зі своїм дядьком — відомим столичним актором Олександром Васнєцовим. І коли в складі трупи московського театру дядько приїжджає в місто, племінник сподівається в розмовах з ним знайти відповіді на ті питання, з якими йому довелося зіткнутися в житті і роботі. Однак, побачення з кумиром юності приносить розчарування — всі моральні істини для дядька, як виявляється, лише елементи гри…

## У ролях
- Олександр Михайлов —  Олександр Васнєцов, відомий столичний актор
- Павло Бєлозьоров —  Олексій Юр'єв, вчитель літератури, його племінник
- Ірина Феофанова —  Юля
- Катерина Семенова —  Сереброва, учениця Юр'єва
- Юрій Кузьменков —  Леонід Парфьонов
- Віра Майорова —  Ольга Строкова
- Анатолій Грачов —  Аркадій Філюгін
- Валентина Паніна —  Надя Ликова
- Олександр Потапов —  Павло Сердюк
- Євдокія Германова —  Алла Осєнєва, актриса театру
- Олександра Колкунова —  Щеглова
- Павло Ремезов —  супутник Щеглової
- Олександр Яцко —  художник
- Анна Твеленьова —  Марія Петрівна, суддя
- Наталія Фекленко — епізод
- Тетяна Федорова — епізод
- В'ячеслав Єзепов — епізод
- Айварс Сіліньш — епізод

## Знімальна група
- Режисер — Валерій Лонськой
- Сценаристи — Володимир Железников, Валерій Лонськой
- Оператор — Юрій Невський
- Композитор — Ісаак Шварц
- Художник — Елеонора Немечек